# Novotroiițke, Bârzula
Novotroiițke (în ucraineană Новотроїцьке) este un sat în comuna Liubașivka din raionul Bârzula, regiunea Odesa, Ucraina.

## Demografie
Componența lingvistică a localității Novotroiițke
     Ucraineană (98,43%)
     Alte limbi (1,56%)
Conform recensământului din 2001, majoritatea populației localității Novotroiițke era vorbitoare de ucraineană (98,43%), existând în minoritate și vorbitori de alte limbi.